# Julia Boutros
Julia Boutros (Arabisch: جوليا بطرس; Beiroet 1 april 1968) is een Libanees christelijke zangeres die bekend werd in de jaren 80 met een reeks van hits als "Ghabet Shams El Haq" en "Wen el malaieen".

## Biografie
Julia werd geboren op 1 april 1968 in Beiroet in een christelijke maronitische familie met een vader uit Tyrus en een Palestijns-Armeense moeder.
Op 11 oktober 2006 kondigde Boutros een nieuwe single aan genaamd "Ahibaii" (Mijn geliefden). De tekst is gebaseerd op een brief die tijdens de oorlog tussen Hezbollah en Israël door Hezbollah-secretaris-generaal Hassan Nasrallah aan de strijders in Zuid-Libanon gestuurd werd. De winst uit de verkoop van het lied ging naar de families van Hezbollah-strijders en alle Libanezen die tijdens het conflict omkwamen. Behalve steun voor Hezbollah heeft ze ook haar steun uit gesproken voor verzetsgroepen in Gaza.

## Discography

### Albums
- 1982 : C'est La Vie
- 1985 : Ghabet Shams El Haq
- 1987 : Wain Msafer
- 1989 : Haflet Sour
- 1991 : Hikayet Ataba
- 1994 : Kosass
- 1996 : Al Kharar
- 1998 : Shi Gharib
- 2001 : Bisaraha
- 2004 : La B'ahlamak
- 2006 : Ta'awadna Aleik
- 2010 : Live At Casino Du Liban (+DVD)
- 2012 : Yawman Ma
- 2012 : Miladak
- 2013 : Julia Live At Platea
- 2014 : Hkayet Watan

## Muziekvideo's
- Ghabet Shams El Haq
- Nadani W Albi Mal
- Wayn Msafer
- Kermalak
- Lamma Elta'ayna
- Ana Mesh Elak
- Ya Ossas
- Wa'ef Ya Zaman
- Chi Ghareib
- Ala Zaw'ak
- Nasheed El Horriyeh
- La B'ahlamak
- Ala Shou
- Betnaffas Horriyeh
- Ahiba'i